# Río Orthon
Le río Orthon (ou río Ortón) est une rivière du nord de la Bolivie sous-affluente de l'Amazone via le río Beni puis le río Madeira.

## Géographie
Il naît du confluent du río Tahuamanu (470 km, 15 400 km2, environ 250 m3/s) et du río Manuripi (400 km, 10 300 km2, environ 200 m3/s) à Puerto Rico, dans le département de Pando, rivières qui elles-mêmes prennent naissance au Pérou dans la partie nord de la Région de Madre de Dios. De même que ses deux formateurs, il suit un parcours parallèle au río Madre de Dios qui s'écoule plus au sud.
Sa longueur n'est que 233 km depuis Puerto Rico jusqu'à son débouché dans le Río Beni, approximativement 20 km au nord de Riberalta. Mais sa longueur totale est de 700 km depuis la source du río Tahuamanu. Elle peut même être doublée (1 300 km) en prenant en compte le détail des innombrables méandres, car le río Orthon, le río Tahuamanu et le río Manuripi sont des rivières de plaine dont le cours est extrêmement sinueux. Curieusement, le río Tahuamanu et le río Orthon sont des rivières aux "eaux claires" et opaques, qui transportent beaucoup de sédiments, alors que le río Manuripi est une rivière aux "eaux noires" et transparentes. Le contraste est très visible au confluent.
Le bassin de drainage du río Orthon (Pérou et Bolivie) recouvre 33 725 km2. Située dans une région aux précipitations abondantes et régulières, la rivière est navigable et fait partie du réseau bolivien des voies navigables d'Amazonie.